# Blas Giraldo Reyes Rodríguez
Blas Giraldo Reyes Rodríguez (sinh ngày 7.8.1955) là người quản thủ thư viện và nhà bất đồng chính kiến người Cuba. Ông cũng là thành viên của dự án Varela.
Ông đã bị chính quyền Cuba bắt trong vụ mùa xuân đen và bị kết án 25 năm tù. Tổ chức Ân xá Quốc tế đã tuyên bố ông là một tù nhân lương tâm.
Vợ ông, bà Isel Acosta, là thành viên trong phong trào Các bà mặc y phục trắng. Isel Acosta đã bị những bọn du thủ du thực gây sự: "đập vào cửa ra vào và cửa sổ, lăng mạ và đe dọa cuộc sống của bà". Đây được cho là một vụ quấy rối do chính phủ Cuba tổ chức, giống như những vụ quấy rối các người chỉ trích chính phủ trước đây.